# Benjamín Mora
Benjamín Mora Mendívil (Tijuana, 25 de junio de 1979) es un director técnico de fútbol mexicano. Actualmente dirige al Querétaro F.C. de la Liga MX.

## Trayectoria
Benjamín Mora es hijo de Benjamín Mora Mercado, promotor de lucha libre, y María Antonieta Mendívil, quien fue integrante de la selección mexicana de voleibol. Se casó en 2011 con Marlene González, con quien tiene dos hijas, Máxima y Nirvana. En 2005 participó en la tercera edición del reality show Big Brother México.
Inició su carrera como entrenador en 2011 cuando dirigió al Tijuana de Tercera División, además de haber tenido algunos puestos en las fuerzas básicas de los Xolos. Entre 2012 y 2013 se desempeñó como auxiliar técnico en los clubes Querétaro F. C. y Atlante F. C. En 2014 retomó la dirección técnica de un club cuando se incorporó al Atlético Chiapas, equipo filial de Jaguares de Chiapas, que participaba en la entonces llamada Liga Premier de Ascenso, en este puesto permaneció hasta mediados de 2015.
Durante el Apertura 2015 se desempeñó como auxiliar técnico en el Club Cafetaleros de Tapachula. Durante su periodo ejerció como asistente de los directores técnicos Carlos de los Cobos, Wilson Graniolatti y Gabriel Caballero.
En diciembre de 2015, Mora continuó con su carrera en Malasia, donde fue contratado como director técnico del JDT II F.C., equipo reserva del Johor Darul Takzim FC de la Superliga de Malasia. En enero de 2017 asumió la dirección del primer equipo del club tras la salida del argentino Roberto Carlos Mario Gómez. En junio del mismo año regresó a dirigir al equipo reserva del club tras la contratación del portugués Ulisses Morais.
De nueva cuenta en 2018, Mora volvió al equipo principal del Johor Darul Takzim. En 2019, Mora consiguió el triplete con su equipo, ganando la Malasia Charity Shield, la Superliga de Malasia y la Copa de Malasia, logrando la clasificación para la Liga de Campeones de la AFC 2020. En 2020, el equipo volvió a ganar la Superliga de Malasia, lo que le permitió clasificarse para la Liga de Campeones de la AFC 2021. En 2022 el equipo volvió a jugar el máximo torneo continental asiático y por primera ocasión alcanzó los octavos de final de la competencia, sin embargo, Mora renunció a su puesto el 27 de julio de 2022 debido a causas familiares, por lo que ya no dirigió la ronda eliminatoria con el club. Durante su periodo en Malasia Mora dirigió 149 partidos en los cuales acumuló 102 victorias, 25 empates y 22 derrotas, además de haber conseguido ganar 4 Ligas, 4 Supercopas y 1 Copa de Malasia.
El 6 de octubre de 2022 Mora fue nombrado como nuevo entrenador del Atlas Fútbol Club de la Primera División de México, lo que representó su regreso al fútbol mexicano luego de siete años fuera del balompié del país.
El 30 de octubre de 2023 Mora fue destituido como director técnico del Atlas. 
El 4 de junio de 2024 fue fichado por el York United de Canadá.Durante su estancia, ayudó al club a alcanzar un récord en puntos y fue nominado para el premio Entrenador del Año de la liga, pero abandonó su cargo por mutuo acuerdo al final de la temporada.
En diciembre de 2024, asumió al frente del Querétaro F.C. de cara a la temporada 2025.

## Clubes
| Club                      | País    | Año           |
| ------------------------- | ------- | ------------- |
| Tijuana                   | México  | 2011-2012     |
| Atlético Chiapas          | México  | 2014-2015     |
| Johor Darul Takzim II     | Malasia | 2015-2017     |
| Johor Darul Takzim FC     | Malasia | 2017          |
| Johor Darul Takzim II     | Malasia | 2017-2018     |
| Johor Darul Takzim FC     | Malasia | 2018-2022     |
| Atlas Fútbol Club         | México  | 2022-2023     |
| York United Football Club | Canadá  | 2024          |
| Querétaro Fútbol Club     | México  | 2024-presente |

## Palmarés

### Como entrenador

#### Títulos nacionales
| Título                   | Club                  | País    | Año  |
| ------------------------ | --------------------- | ------- | ---- |
| Superliga de Malasia (*) | Johor Darul Takzim FC | Malasia | 2017 |
| Malasia Charity Shield   | Johor Darul Takzim FC | Malasia | 2019 |
| Superliga de Malasia     | Johor Darul Takzim FC | Malasia | 2019 |
| Copa de Malasia          | Johor Darul Takzim FC | Malasia | 2019 |
| Malasia Charity Shield   | Johor Darul Takzim FC | Malasia | 2020 |
| Superliga de Malasia     | Johor Darul Takzim FC | Malasia | 2020 |
| Malasia Charity Shield   | Johor Darul Takzim FC | Malasia | 2021 |
| Superliga de Malasia     | Johor Darul Takzim FC | Malasia | 2021 |
| Malasia Charity Shield   | Johor Darul Takzim FC | Malasia | 2022 |
| Superliga de Malasia (*) | Johor Darul Takzim FC | Malasia | 2022 |
| Copa FA Malasia (*)      | Johor Darul Takzim FC | Malasia | 2022 |

* Dirigidos de manera parcial.